# Où flottent les montagnes
Pour plus de détails, voir Fiche technique et Distribution.
Où flottent les montagnes (Hvor bjergene sejler) est un film documentaire danois réalisé par Bjarne Henning-Jensen en 1955. Ce documentaire montre le choc des cultures au Groenland, avec d'un côté une petite fille Inuit qui doit quitter sa famille pour aller vers la civilisation (elle doit aller dans un sanatorium après avoir développé la tuberculose), et d'un autre côté son père, un chasseur de phoques Inuit, confronté à la pêche industrielle en plein essor.
Le film fut nommé pour l'Oscar du meilleur film documentaire.